# Cornus eydeana
Cornus eydeana är en kornellväxtart som beskrevs av Q.Y.Xiang och Y.M.Shui. Cornus eydeana ingår i släktet korneller, och familjen kornellväxter. Inga underarter finns listade i Catalogue of Life.